# 2121 Sevastopol
A 2121 Sevastopol (ideiglenes jelöléssel 1971 ME) a Naprendszer kisbolygóövében található aszteroida. Tamara Mihajlovna Szmirnova fedezte fel 1971. június 27-én. Az ukrajnai Szevasztopol városról kapta a nevét.